# Feudo
Feudo (em latim: feudum) é a terra ou uma fonte de renda concedida por um suserano ao vassalo, em troca de fidelidade e ajuda militar. Essa prática desenvolveu-se na Alta Idade Média, no governo de Carlos Magno após o fim do Império Romano; e foi a base para o estabelecimento de uma aristocracia fundiária.
Na sociedade feudal europeia, o feudo era a fonte de renda do vassalo; e era mantida por seu senhor em troca de serviços. O feudo constituía a instituição central da sociedade feudal.

## História

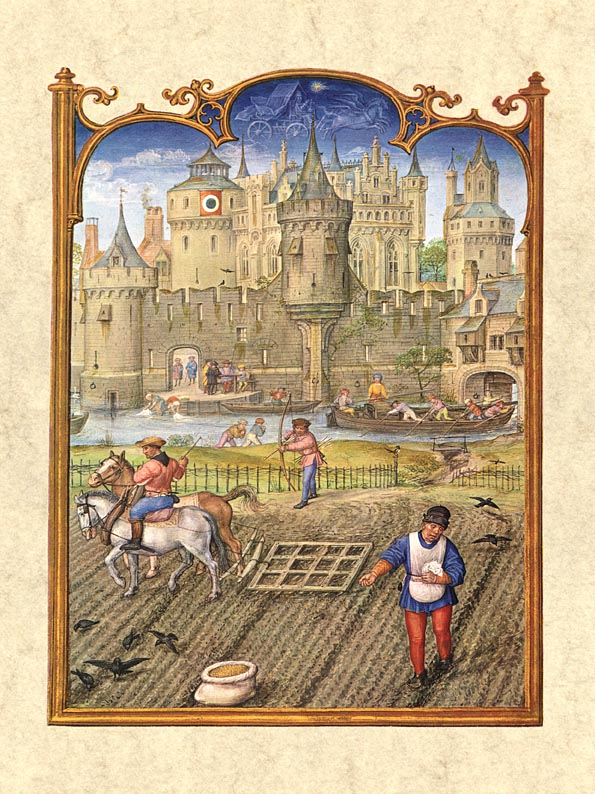
Outubro (1510), uma miniatura do Breviarium Grimani mostrando camponeses trabalhando diante dos portões de uma cidade.

### Origens do termo
Na Roma Antiga, um "benefíce" (do substantivo latino beneficium, que significa "benefício") era a entrega vitalícia de uma faixa de terra (precária) a alguém como recompensa pelos serviços prestados, originalmente, ao Estado. Nos documentos medievais da Europa Latina, uma concessão de terras em troca de serviço continuou sendo chamada de beneficium. Mais tarde, o termo feudum, ou feodum, começou a substituir o beneficium nos documentos. A primeira mostra disso é de 984, embora formas mais primitivas tenham sido vistas até cem anos antes. A origem do feudum e por que ele substituiu o beneficium não foi bem estabelecida, mas existem várias teorias.
A teoria mais amplamente aceita é a de Marc Bloch, e relaciona feudo ao termo franco fehu-ôd, no qual fehu significa "gado" e -ôd significa "bens", indicando "um objeto móvel de valor". Quando a terra substituiu a moeda como principal reserva de valor, a palavra germânica fehu-ôd substituiu a palavra latina beneficium. Essa teoria de origem germânica também foi compartilhada por William Stubbs no século XIX.
Uma teoria de Archibald R. Lewis é que a origem do termo "feudo" não é feudum (ou feodum), mas sim foderum, estando o uso atestado mais antigo presente na Vita Hludovici de Astronomus. Nesse texto, há uma passagem sobre Luís I, o Piedoso, que diz que annona militaris quas vulgo foderum vocant.
Uma teoria de Alauddin Samarrai sugere uma origem árabe, do fuyū (o plural de fay, que literalmente significa "o retornado", e foi usado especialmente para "terras que foram conquistadas de inimigos que não lutaram"). A teoria de Samarrai é que as formas iniciais de "feudo" incluem feo, feu, feuz, feuum e outras, a pluralidade de formas sugere fortemente origens de uma palavra de empréstimo.
O primeiro uso desses termos foi no Languedoc, uma das áreas menos germanizadas da Europa, e na fronteira com a Hispânia muçulmana, onde o uso mais antigo de feuum como substituto do beneficium pode ser datado de 899, no mesmo ano em que uma base muçulmana no Fraxineto (La Garde-Freinet) em Provença foi fundada. É possível, diz Samarrai, que os escribas franceses, escrevendo em latim, tentassem transliterar a palavra árabe fuyū (o plural de fay), que estava sendo usada pelos muçulmanos na época, resultando em uma pluralidade de formas - feo, feu, feuz, feuum e outros - dos quais, eventualmente, o feudum derivou. Samarrai, no entanto, também aconselha os escribas muçulmanos medievais e primórdios modernos frequentemente usados etimologicamente "raízes fantasiosas" para reivindicar que as coisas mais estranhas sejam de origem árabe ou muçulmana.
Nos séculos X e XI, os termos em latim para fee podiam ser usados para descrever a posse dependente de um homem por um senhor, como o termo é usado agora pelos historiadores; ou pode significar simplesmente "propriedade" (um manor era, em efeito, um pequeno feudo). Faltava um significado preciso até meados do século XII, quando recebeu definição formal de advogados da terra.
No uso do inglês, a palavra fee é atestada pela primeira vez por volta de 1250 a 1300 (inglês médio); a palavra fief (feudo) por volta de 1605–1615. Em francês, o termo fief é encontrado em meados do século XIII (francês antigo), derivado dos termos do século XI feu e fie. A aparência estranha do segundo "f" na forma fief pode ser devida à influência do verbo fiever ("conceder fee"). Em francês, também se encontra seigneurie (terra e direitos possuídos por um seigneur ou lord, século XII), que dá origem à expressão "sistema seigneurial" para descrever o feudalismo.

### A vassalagem
Originalmente, a vassalagem não implicava a doação ou o recebimento de propriedades (que eram concedidas apenas como recompensa pela lealdade), mas, no século VIII, a doação de terras estava se tornando padrão. A concessão de uma propriedade de terra a um vassalo não gerava a renuncia aos direitos de propriedade do senhor, mas apenas ao uso das terras e de sua renda. O senhor concedente manteve a propriedade final da terra e poderia, tecnicamente, recuperar as terras em caso de deslealdade ou morte.
Na França, Carlos Martel foi o primeiro a fazer uso sistemático e em larga escala (a prática permaneceu até então esporádica) da remuneração dos vassalos pela concessão do usufruto de terras (um beneficatium ou benefíce nos documentos) para a vida do vassalo, ou, às vezes, se estendendo até a segunda ou terceira geração.
Em meados do século X, os feudos haviam se tornado hereditários. O filho mais velho de um vassalo falecido herdaria, mas primeiro ele tinha que prestar homenagem e lealdade ao senhor e pagar um "alívio" pela terra (um reconhecimento monetário dos direitos de propriedade do senhor sobre a propriedade).
Historicamente, os feudos dos séculos XI e XII derivavam de duas fontes separadas. O primeiro era uma terra esculpida nas propriedades da nobreza superior. A segunda fonte foi a terra alodial transformada em propriedades dependentes.[carece de fontes?] Durante o século X, no norte da França, e o século XI, na França ao sul do Loire, magnatas locais recrutaram ou forçaram os donos de propriedades alodiais a relacionamentos dependentes e foram se transformando em feudos. O processo ocorreu mais tarde na Alemanha e ainda estava em andamento no século XIII. [carece de fontes?]
Na Inglaterra, Henrique II os transformou em importantes fontes de renda e patrocínio reais. O descontentamento dos barões com reivindicações reais de avaliar arbitrariamente "alívios" e outros pagamentos feudais do filho de Henrique, rei João, resultou na Magna Carta de 1215.[carece de fontes?]
Eventualmente, grandes senhores feudais procuraram também apreender a autoridade governamental e legal (a cobrança de impostos, o direito à alta justiça, etc.) em suas terras, e alguns repassaram esses direitos a seus próprios vassalos.
O privilégio de cunhar moedas oficiais se desenvolveu no conceito de senhoriagem.[carece de fontes?]

## Organização

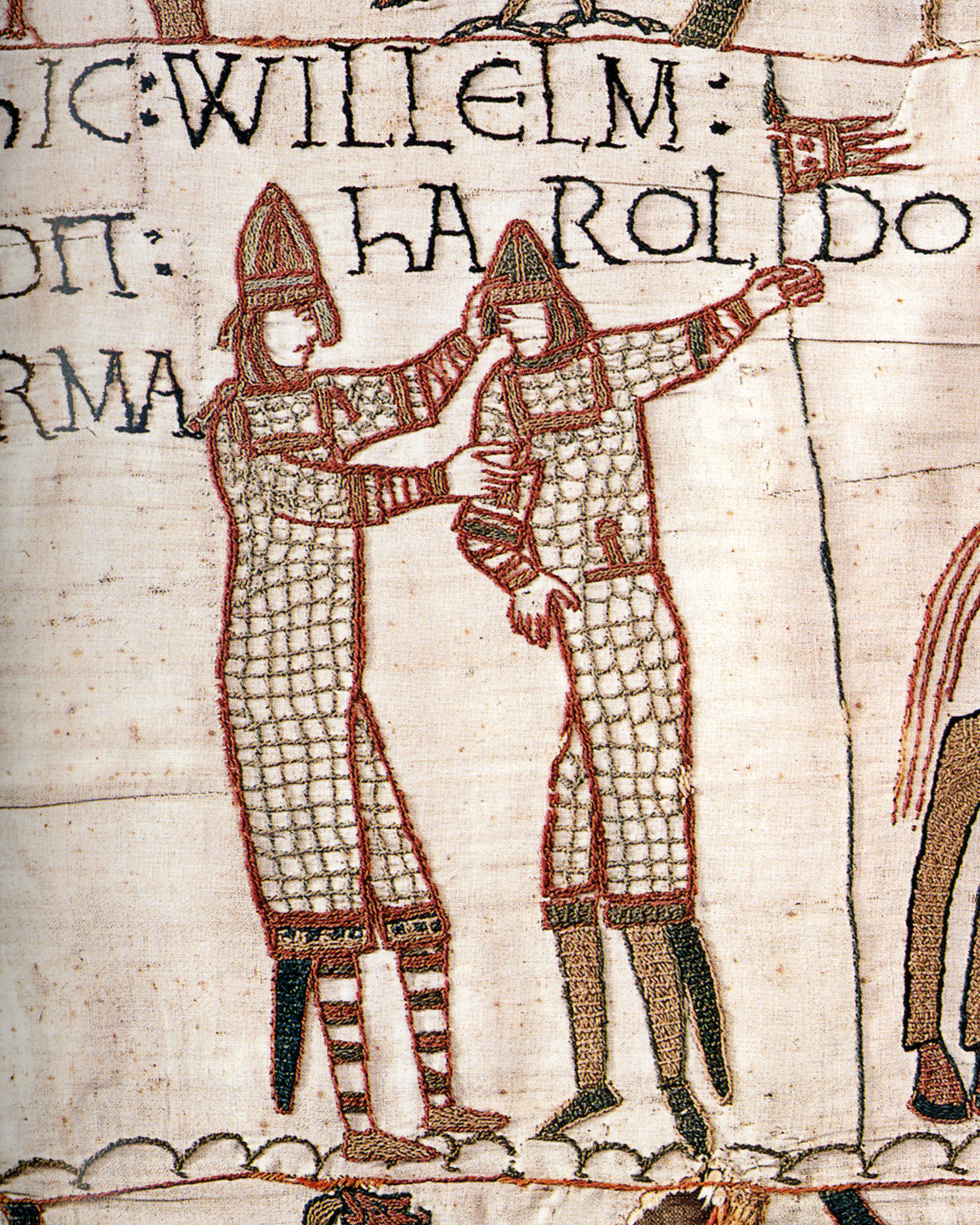
Guilherme I de Inglaterra entrega armas à Haroldo, estabelecendo um vínculo feudal enter ambos. Cena bordada na Tapeçaria de Bayeux (século XII)

A organização dos feudos baseou-se em duas tradições: uma de origem germânica, o comitatus,e a outra de origem romana, o colonato.Pelo comitatus, os senhores da terra, unidos pelos laços de vassalagem, comprometiam-se a ser fiéis e a honrar uns aos outros. No colonato, o proprietário de terras dava proteção e trabalho aos colonos que, em troca, entregavam ao senhor parte de sua produção.
Não é possível avaliar com precisão o tamanho dos feudos, quando estes eram em terras, mas estima-se que os menores tinham pelo menos 120 ou 150 hectares. Algumas fontes citam que a Manor (território senhorial) possuía uma área que variava entre 485 e 728 hectares. Cada feudo compreendia uma ou mais aldeias, as terras cultivadas pelos camponeses, as florestas e as pastagens comuns, a terra pertencente à igreja paroquial além da casa senhorial (manor), que ficava na melhor terra cultivável.
Pastos, prados e bosques eram usados em comum. A terra arável era divida em duas partes. Uma, em geral a terça parte do todo, pertencia ao senhor; a outra ficava em poder dos camponeses. Nos feudos cultivavam-se principalmente cereais (cevada, trigo, centeio e aveia), mas também favas, ervilhas e vinha. Os instrumentos mais comuns usados no cultivo eram a charrua ou o arado, a enxada, a pá, a foice, a grade e o podão. Nos campos, criavam-se carneiros que forneciam a lã; bovinos, que forneciam leite e eram utilizados para puxar carroças e arados; e cavalos, que eram utilizados na guerra e transporte.
Os herdeiros dos feudos maiores ficavam perto do ápice da pirâmide social, superiores em uma nobreza feudal emergente; em uma cerimônia conduzida pela Igreja, o vassalo jurava fidelidade ao seu senhor, prometendo fomecer cavaleiros para a defesa em teempos de guerra e guardar o castelo do senho em tempo de paz.

### Servos, escravos e vilões
A maior parte do trabalho dos feudos era realizada pelo servos. No período medieval, a servidão não eliminou a escravidão, mas contribuiu para limitá-la. O servo, diferentemente do escravo, não podia ser vendido, pois estava ligado à terra e, por isso, também não podia ser expulso do feudo.
No período feudal também era comum haver vilões. Eram camponeses que, ao contrário dos servos, não estavam ligados à terra, podiam abandonar os feudos e geralmente possuíam mais direitos que os servos comuns.

### Casas dos servos
As moradias servis eram bem simples: cabanas e choupanas feitas de varas trançadas, barro, madeira, chão de terra batida e teto de palha seca. Ficavam à beira das terras cultiváveis. A cama do servo era uma caixa cheia de palha; e os assentos, bancos de três pés sem encosto.

### Relações servis
Nada mais eram que as obrigações dos servos com seu senhor feudal:
- Corveia — trabalhar de graça por alguns dias da semana;
- Hospitalagem — servir abrigo e comida para o senhor feudal em sua casa, se for necessário;
- Talha — imposto que o servo pagava, que consistia em uma parte de sua produção;
- Banalidade — o pagamento para o uso de estruturas para o processamento de grãos;
- Mão morta — pagamento de imposto por mão de obra perdida (quando um servo é morto).